# 배화역
배화역(培花驛)은 조선민주주의인민공화국 강원도 안변군에 있는 강원선의 철도역이다.
북한의 철도역이다.

## 연혁
- 1913년 8월 21일: 안변역(安邊驛)으로 영업 개시[1]
- 19128년 5월 16일: 배화역으로 역명 변경[2]